# International Sustainability Conference
Die International Sustainability Conference (Internationale Nachhaltigkeitskonferenz) ist eine internationale Plattform für den Austausch über Nachhaltigkeit zwischen Forschenden an Hochschulen und Praktikern aus Unternehmen und Nonprofit-Organisationen. Ausrichter sind die Fachhochschule Nordwestschweiz und die Universität Basel, die Konferenz-Verantwortlichen sind die Professoren Claus-Heinrich Daub (FHNW) und Paul Burger (Universität Basel). Die Konferenz fand erstmals im Jahr 2005 in Basel/Schweiz statt und stand unter dem Motto „Strategies for a Sustainable Society“. Hauptredner waren Gro Harlem Brundtland, Brian Barry und Konrad Ott. Im Jahr 2008 fand die zweite Konferenz statt. Sie stand unter dem Motto „Creating Values for Sustainable Development“. Hauptredner waren Dennis L. Meadows, Saskia Sassen, Alice Tepper Marlin und Klaus M. Leisinger. Im August 2012 stand die dritte Konferenz mit rund 200 Teilnehmenden aus aller Welt unter dem Motto "Strategies for Sustainability: Institutional and Organisational Challenges". Hauptredner waren Anil Gupta, Christian Christensen, Jan Jonker und Bryan Norton.